# Anna Iwanowna Gluschenkowa
Anna Iwanowna Gluschenkowa (russisch Анна Ивановна Глушенкова; * 1. August 1926 im Dorf Matyschewo, Rajon Rudnja; † 18. April 2017 in Taschkent) war eine sowjetisch-usbekische Pflanzenchemikerin und Hochschullehrerin.

## Leben
Gluschenkowa begann das Studium während des Deutsch-Sowjetischen Kriegs in Taschkent am Zentralasiatischen Industrie-Institut (1949 Zentralasiatisches Polytechnisches Institut, 1961 Taschkenter Polytechnisches Institut), das sie 1948 abschloss. Dann absolvierte sie dort die Aspirantur. 1953 verteidigte sie mit Erfolg ihre Dissertation über die Verringerung des Presskuchens bei der kontinuierlichen Pressung von Ölsaaten mit einer Schneckenpresse für die Promotion zur Kandidatin der technischen Wissenschaften.
1971 verteidigte Gluschenkowa mit Erfolg ihre Doktor-Dissertation über die Effekte der Art der Katalysatoren und der Verfahren der Hydrierung von Baumwollöl auf die Zusammensetzung der Hydrogenisationsprodukte für die Promotion zur Doktorin der Technischen Wissenschaften.
Gluschenkowas Forschungsgebiet war die Naturstoffchemie und die entsprechende Technologie. Sie war Lehrstuhlleiterin im Taschkenter Polytechnischen Institut und Direktorin des Instituts für Pflanzenchemie der Akademie der Wissenschaften der usbekischen Sozialistischen Sowjetrepublik (AN-UsSSR) (seit 1991 Akademie der Wissenschaften der Republik Usbekistan). 1984 wurde sie zum Korrespondierenden Mitglied der AN-UsSSR und 2000 zum Vollmitglied der Akademie der Wissenschaften der Republik Usbekistan gewählt.

## Ehrungen, Preise
- Verdiente Wissenschaftlerin der Republik Usbekistan[1]
- Mehnat-Shuhrati-Orden der Republik Usbekistan[1]